# アンダー・ロック・アンド・キー
『アンダー・ロック・アンド・キー』（Under Lock and Key）は、アメリカ合衆国のヘヴィメタル・バンド、ドッケンが1985年に発表した、3作目のスタジオ・アルバム。

## 背景
ダリル・ホール&ジョン・オーツやクイーンズライク等の作品を手掛けてきたニール・カーノンと、ドッケンの過去の作品にもプロデュースやミキシングで参加したマイケル・ワグナーが共同プロデュースした。カーノンは引き続きドッケンの次作『バック・フォー・ジ・アタック』（1987年）もプロデュースする。
ジョージ・リンチは1986年に『Metal Force』誌によって行われたインタビューで、本作について「どちらかと言えば軽めの曲もあるけど、重厚な曲は重厚で、とても良い音作りが得られた」と語っている。

## 反響・評価
本作はBillboard 200で32位に達し、ドッケンのアルバムとしては初の全米トップ40入りを果たした。1986年3月にはRIAAによってゴールドディスクに認定され、その後も売り上げを伸ばして1987年4月にはプラチナディスクに認定されている。また、本作からのシングル「ザ・ハンター」は『ビルボード』のメインストリーム・ロック・チャートで25位に達し、「イン・マイ・ドリームス」はBillboard Hot 100で77位、メインストリーム・ロック・チャートで24位に達した。
音楽評論家のEduardo Rivadaviaはオールミュージックにおいて5点満点中4.5点を付け、「恐らくドッケンの最も完成度の高いアルバムで、どのようなタイプのファンにとってもちょっとした聴きどころがある」と評している。

## 収録曲
全曲ともメンバー4人の共作。
1. アンチェイン・ザ・ナイト - "Unchain the Night" - 5:20
2. ザ・ハンター - "The Hunter" - 4:07
3. イン・マイ・ドリームス - "In My Dreams" - 4:20
4. スリッピン・アウェイ - "Slippin' Away" - 3:48
5. ライトニング・ストライクス・アゲイン - "Lightnin' Strikes Again" - 3:49
6. イッツ・ノット・ラヴ - "It's Not Love" - 5:01
7. ジェイディッド・ハート - "Jaded Heart" - 4:17
8. ドント・ライ・トゥ・ミー - "Don't Lie to Me" - 3:37
9. ウィル・ザ・サン・ライズ - "Will the Sun Rise" - 4:10
10. ティル・ザ・リヴィング・エンド - "Til the Livin' End" - 4:02

## メンバー
- ドン・ドッケン - ボーカル
- ジョージ・リンチ - ギター
- ジェフ・ピルソン - ベース
- ミック・ブラウン - ドラムス